# Erna Morena
Erna Morena, pseudonimo di Ernestine Maria Fuchs (Wörth am Main, 24 aprile 1885 – Monaco di Baviera, 20 luglio 1962), è stata un'attrice tedesca, attiva soprattutto nel periodo del cinema muto, che partecipò a circa 104 pellicole tra il 1913 e il 1951.

## Biografia
Ancora diciassettenne, si diede allo studio della ceramica e della lavorazione orafa a Monaco di Baviera. In seguito si trasferì prima a Parigi e subito dopo a Strasburgo, dove accettò un lavoro da infermiera. Trasferitasi nuovamente a Berlino per accettare una nuova offerta di lavoro come infermiera, entrò a far parte della scuola di recitazione di Max Reinhardt tra il 1910 e il 1911, diventando un'assidua interprete degli allestimenti presso il Deutsches Theater.
La sua prima interpretazione cinematografica fu nella pellicola del Die Sphinx (1913), per la regia di Eugen Illés, direttore della LiterariaFilm. Tra i due si creò un vero e proprio idillio artistico che durò per tutte le pellicole girate presso la casa di produzione Dukes-Filmgesellschaft. Nel 1914 l'attrice firmò un contratto per la casa di produzione Messter-Film GmbH, che per lei creò appositamente un nuovo marchio, la "Erna Morena Film Serie". Acclamata dalla critica per la sua capacità di interprete anche in ruoli piuttosto scialbi, sposò il critico e musicista Wilhelm Herzog, che ideò per lei il nome d'arte di Erna Morena. Nel 1918 fondò una propria casa di produzione indipendente, la Morena Film GmbH, che incontrò però le prime difficoltà già due anni dopo, a causa della crisi economica scoppiata a seguito della Rivoluzione di novembre.
Per tutto il periodo del cinema muto l'attrice interpretò numerose pellicole, con la cadenza di quattro o cinque ogni anno. Di rilevante importanza furono Il cammino della notte (1921) di Friedrich Wilhelm Murnau e Das indische Grabmal erster Teil - Die Sendung des Yoghi (1921) dell'austriaco Joe May. Tra i suoi ruoli, vi fu anche quello dell'imperatrice Elisabetta ne Il crollo degli Asburgo (1928).
L'avvento del cinema sonoro la relegò sempre più a ruoli di secondaria importanza, nonostante il suo talento, e venne sempre più utilizzata in ruoli di donna avanti negli anni. Proprio per questo motivo, a partire dalla metà degli anni trenta, l'attrice si ritirò dal mondo del cinema per aprire una pensione per attori a Monaco di Baviera, partecipando unicamente a due pellicole: il discusso film di propaganda nazista Süss l'ebreo (1940) di Veit Harlan e La dinastia indomabile (1951) dello stesso Harlan.
L'attrice morì nella città bavarese il 20 luglio 1962 all'età di 77 anni. Fu sepolta al Winthirfriedhof di Monaco accanto alla madre e non lontano dalla tomba del fratello Friedrich Fuchs.

## Filmografia
1913
- Irrwege, regia di Eugen Illés (1913)
- Du sollst Vater und Mutter ehren!, regia di Eugen Illés (1913)
- Wurmstichig
- Schwere Stunden
- Die Sphinx, regia di Eugen Illés (1913)
- Das Geheimnis des Turmes, regia di Eugen Illés (1913)

1914
- Exzentrische Launen, regia di Eugen Illés (1914)
- Die Stunde der Vergeltung, regia di Eugen Illés (1914)
- Das Millionen-Halsband
- Arme Eva, regia di Robert Wiene (1914)

1915
- Die weiße Rose, regia di Franz Hofer (1915)

1916
- Das Geschick der Julia Tobaldi
- Maria, regia di Paul Otto (1916)
- Frau Eva, regia di Artur Berger e Robert Wiene (1916)
- Die bleiche Renate (1916)

1917
- Prima Vera, regia di Paul Leni (1917)
- Lulu, regia di Alexander Antalffy (1917)
- Der Ring der Giuditta Foscari, regia di Alfred Halm (1917)

1918
- Diario di una donna perduta (Das Tagebuch einer Verlorenen), regia di Richard Oswald (1918)
- Colomba, regia di Arzén von Cserépy (1918)

1919
- Nerven, regia di Robert Reinert (1919)

1920
- Dal mattino a mezzanotte (Von morgens bis Mitternacht), regia di Karl Heinz Martin (1920)
- Nachtgestalten, regia di Richard Oswald (1920)
- Die 999. Nacht
- Kurfürstendamm, regia di Richard Oswald (1920)
- Algol - Tragödie der Macht (Algol), regia di Hans Werckmeister (1920)
- Manolescus Memoiren, regia di Richard Oswald (1920)
- Der Schädel der Pharaonentochter, regia di Otz Tollen (1920)

1921
- Das indische Grabmal erster Teil - Die Sendung des Yoghi, regia di Joe May (1921)
- Die Lieblingsfrau des Maharadscha - 3. Teil
- Il cammino nella notte
- Die Liebschaften des Hektor Dalmore
- Die Verschwörung zu Genua, regia di Paul Leni (1921)
- Taschendiebe
- Du bist das Leben
- Das indische Grabmal zweiter Teil - Der Tiger von Eschnapur, regia di Joe May (1921)
- Aus dem Schwarzbuch eines Polizeikommissars, 2. Teil: Verbrechen aus Leidenschaft , regia di Alfred Halm, Emmerich Hanus (1921)
- Lotte Lore

1922
- Louise de Lavallière, regia di Georg Burghardt (1922)
- Fridericus Rex - 1. Teil: Sturm und Drang, regia di Arzén von Cserépy (1922)
- Fridericus Rex - 2. Teil: Vater und Sohn, regia di Arzén von Cserépy (1922)
- De bruut, regia di Theo Frenkel (1922)
- Sodoms Ende, regia di Felix Basch (1922)
- Der Graf von Essex , regia di Peter Paul Felner (1922)

1923
- Fridericus Rex - 3. Teil: Sanssouci
- Fridericus Rex - 4. Teil: Schicksalswende
- Wilhelm Tell, regia di Rudolf Dworsky, Rudolf Walther-Fein (1923)
- Glanz gegen Glück, regia di Adolf Trotz (1923)
- Der Großindustrielle, regia di Fritz Kaufmann (1923)

1924
- La montagna del destino (Der Berg des Schicksals), regia di Arnold Fanck (1924)
- Tragödie im Hause Habsburg, regia di Alexander Korda (1924)
- Mutter und Kind, regia di Carl Froelich (1924)

1925
- Heiratsschwindler, regia di Carl Boese (1925)
- Wallenstein, 1. Teil - Wallensteins Macht, regia di Rolf Randolf (1925)
- Ein Lebenskünstler, regia di Holger-Madsen (1925)
- Die vom Niederrhein, regia di Rudolf Walther-Fein, Rudolf Dworsky (1925)
- Götz von Berlichingen zubenannt mit der eisernen Hand, regia di Hubert Moest (1925)
- Die eiserne Braut, regia di Carl Boese (1925)
- Bismarck, 1. Teil, regia di Ernst Wendt (1925)
- Wallenstein, 2. Teil - Wallensteins Tod, regia di Rolf Randolf (1925)
- Die vom Niederrhein, 2. Teil, regia di Rudolf Walther-Fein (1925)

1926
- Der Abenteurer, regia di Rudolf Walther-Fein (1926)
- Le Fauteuil 47, regia di Gaston Ravel (1926)
- Das graue Haus, regia di Friedrich Fehér (1926)
- Non si scherza con l'amore (Man Spielt Nicht Mit Der Liebe), regia di Georg Wilhelm Pabst (1926)
- Das Lebenslied, regia di Arthur Bergen (1926)

1927
- Bismarck 1862-1898, regia di Kurt Blachy (come Curt Blachnitzky) (1927)
- Das Recht zu leben, regia di Robert Wohlmuth (1927)
- Grand Hotel...!, regia di Johannes Guter (1927)
- Die rollende Kugel, regia di Erich Schönfelder (1927)
- Der Kampf des Donald Westhof, regia di Fritz Wendhausen (1927)
- Una donna a Montecarlo (Das Schicksal einer Nacht), regia di Erich Schönfelder (1927)
- Das Mädchen aus Frisco, regia di Wolfgang Neff (1927)

1928
- So küsst nur eine Wienerin, regia di Arthur Bergen (1928)
- Rutschbahn, regia di Richard Eichberg (1928)
- Il crollo degli Asburgo (Das Schicksal derer von Habsburg), regia di Rolf Raffé (1928)

1929
- Verirrte Jugend, regia di Richard Löwenbein (1929)
- Somnambul, regia di Adolf Trotz (1929)
- Der Sittenrichter, regia di Carl Heinz Wolff (1929)
- Jugendsünden, regia di Carl Heinz Wolff (1929)
- Ich lebe für Dich, regia di Wilhelm Dieterle (William Dieterle) (1929)
- Il cerchio dei pugnali (Sensation im Wintergarten), regia di Gennaro Righelli e Joe May (1929)
- § 173 St.G.B. Blutschande, regia di James Bauer (1929)
- Nachtlokal, regia di Max Neufeld (1929)

1930
- Man schenkt sich Rosen, wenn man verliebt ist
- Scapa Flow
- Der Liebesmarkt
- Gigolò

1931
- Aschermittwoch, regia di Johannes Meyer (1931)
- Das Lied der Nationen, regia di Rudolf Meinert (1931)

1932
- Eine Nacht im Paradies, regia di Carl Lamac (1932)
- Gli undici ufficiali di Schill (Die elf Schill'schen Offiziere), regia di Rudolf Meinert (1932)
- Das erste Recht des Kindes, regia di Fritz Wendhausen (1932)

1933
- Drei Kaiserjäger, regia di Franz Hofer, Robert Land (1933)
- Die vom Niederrhein, regia di Max Obal (1933)
- Liebesfrühling, regia di Karl Otto Krause (1933)

1934
- Perché ha ucciso?  (Elisabeth und der Narr), regia di Thea von Harbou (1934)
- Zwischen zwei Herzen, regia di Herbert Selpin (1934)
- Valzer d'addio di Chopin (Abschiedswalzer), regia di Géza von Bolváry (1934)
- Così finì un amore (So endete eine Liebe), regia di Karl Hartl (1934)
- La Chanson de l'adieu, regia di Albert Valentin e Géza von Bolváry (1934)

1935
- Pygmalion, regia di Erich Engel (1935)
- Viktoria, regia di Carl Hoffmann (1935)

1938
- Zwischen den Eltern

1939
- Der arme Millionär, regia di Joe Stöckel (1939)
- Fasching, regia di Hans Schweikart (1939)

1940
- Süss l'ebreo (Jud Süß), regia di Veit Harlan (1940)
- Die verzauberte Prinzessin, regia di Alf Zengerling (1940)

1951
- La dinastia indomabile (Unsterbliche Geliebte), regia di Veit Harlan (1951)

### Sceneggiatrice
- Colomba, regia di Arzén von Cserépy (1918)